# Fez (stacja kolejowa)
Fez (fr. Gare de Fès-Ville - "Dworzec Fez-Miasto") – stacja kolejowa w Fezie, w regionie Fez-Bulman, w Maroku. Posiada 3 perony. Stacja położona jest na linii kolejowej biegnącej na wschód do granicy z Algierią w Wadżdzie (i dalej do Algieru, przy czym przejście graniczne jest obecnie zamknięte). Na zachodzie tory kolejowe łączą Fez z Meknesem i miastem Sidi Kasim, gdzie linia rozwidla się na trasę biegnącą na północ do Tangeru oraz na zachód do Al-Kunajtiry (i dalej na południe przez Rabat i Casablankę do Marrakeszu).